# Stora Kopparbergs landskommun
Stora Kopparbergs landskommun var en kommun i dåvarande Kopparbergs län (nu Dalarnas län).

## Administrativ historik
Kommunen bildades 1863 i Stora Kopparbergs socken i Dalarna. Kommunen hade fram till 1919 namnet Kopparbergs landskommun för att därefter benämnas Falu landskommun innan den enligt beslut den 31 mars 1938 från och med den 1 januari 1939 fick namnet Stora Kopparbergs landskommun.
Vid kommunreformen 1952 inkorporerades Aspeboda landskommun. Dessutom överfördes den 1 januari 1952 (enligt beslut den 24 mars 1950) från Torsångs landskommun (som samtidigt avskaffades och överfördes till Stora Tuna landskommun) vissa områden, bland annat fastigheterna Norsbo nr 1-13, Hinsnoret nr 1, 3 och 4 samt Liljesund. Områdena hade 78 invånare och omfattade en areal av 9,80 kvadratkilometer, varav 4,80 land.
1 januari 1954 överfördes från Stora Kopparbergs landskommun till Falu stad ett område med 722 invånare och omfattande en areal av 5,20 kvadratkilometer, varav 4,70 land.
År 1967 uppgick kommunen i Falu stad och ingår sedan 1971 i Falu kommun.

### Kyrklig tillhörighet
I kyrkligt hänseende tillhörde kommunen Stora Kopparbergs församling. Den 1 januari 1952 tillkom Aspeboda församling.

## Kommunvapnet
Blasonering: I fält av silver kring ett rött kol tre i triangel ställda kolstavar, från vilka röda flammor uppstiga, åtföljda på vardera sidan av en röd pust.
Vapnet fastställdes den 19 juli 1941. Enligt den Svenska Heraldiska Föreningens vapendatabas är uttrycket ”ett rött kol” i blasoneringen felaktigt och skall vara ”en röd smälta”.

## Geografi
Stora Kopparbergs landskommun omfattade den 1 januari 1952 en areal av 379,30 km², varav 323,70 km² land.

### Tätorter i kommunen 1960
| Tätort           | Folkmängd |
| ---------------- | --------- |
| Korsnäs, del ava | 3 209     |
| Grycksbo         | 2 338     |
| Falun, del avb   | 1 746     |
| Bäckehagen       | 247       |

Tätortsgraden i kommunen var den 1 november 1960 74,3 procent.

## Politik

### Mandatfördelning i valen 1938-1962
| 22 | 2 |  | 3 | 2 |

| 29 |

|  | 23 | 4 | 2 |

| 26 |

| 3 | 19 |  | 5 | 2 |

| 27 |

| 25 | 2 | 10 | 3 |

| 36 |

|  | 25 | 2 | 8 | 4 |

| 36 |

|  | 23 | 4 | 6 | 6 |

| 35 |

|  | 23 | 5 | 7 | 4 |

| 33 | 7 |